# Synod nowogródzki
Synod nowogródzki – synod biskupów prawosławnych, jaki odbył się 15 listopada 1415 w Nowogródku, pod przewodnictwem wielkiego księcia litewskiego Witolda. W czasie jego trwania ogłoszono Grzegorza Cambłaka metropolitą litewskim i kijowskim, zwierzchnikiem Kościoła prawosławnego w Wielkim Księstwie Litewskim, co oznaczało proklamację autokefalii metropolii litewskiej bez wymaganej w podobnych przypadkach zgody dotychczasowego zwierzchnika (w tym przypadku patriarchy Konstantynopola). Synod podjął również istotne postanowienia dotyczące funkcjonowania Kościoła, nadając świeckim władcom Litwy, chociaż nie byli oni wyznawcami prawosławia, prawo wskazywania kandydatów na urzędy biskupie.

## Okoliczności zwołania synodu
W 1414 wielki książę litewski Witold zażądał od patriarchy Konstantynopola ponownego utworzenia autonomicznej metropolii litewskiej, istniejącej w latach 1299-1330 i 1354-1389. Jako kandydata na nowego metropolitę wskazał Grzegorza Cambłaka. Patriarcha odmówił jednak, przez co Witold postanowił erygować metropolię litewską bez jego zgody. Jesienią 1414 w Nowogródku synod złożony z biskupów, przełożonych klasztorów oraz książąt i bojarów nominował Grzegorza na metropolitę litewskiego. Wiosną następnego roku Grzegorz Cambłak bezskutecznie prosił patriarchę o zatwierdzenie jego wyboru. Wówczas Witold postanowił sam przeprowadzić kolejny synod i zadecydować o utworzeniu metropolii litewskiej z pominięciem przyjętych dotąd procedur.

## Przebieg i postanowienia synodu
Synod odbył się w Nowogródku pod przewodnictwem wielkiego księcia litewskiego Witolda, został otwarty 15 listopada 1415. W obradach wzięli udział biskupi połocki Teodozjusz, czernihowski Izaak, łucko-ostrogski Dionizy, włodzimierski Gerazym oraz turowski Eutymiusz.
Synod potwierdził dokonany rok wcześniej wybór Grzegorza Cambłaka na metropolitę i intronizował go na urząd. Biskupi ogłosili, że decyzja ta była w pełni zgodna z prawem kanonicznym i zwyczajami Kościoła wschodniego. W ich ocenie patriarcha Konstantynopola niesłusznie rościł sobie pretensje do nominowania metropolitów litewskich i kierowaniach ich do eparchii - w istocie to miejscowi biskupi powinni typować swojego zwierzchnika, a patriarcha - jedynie błogosławić wybór, bez prób wpływania nań. Oznaczało to faktycznie jednostronną proklamację autokefalii metropolii litewskiej (litewsko-ruskiej). Tak utworzony Kościół lokalny miał być zorganizowany na wzór Kościołów Serbskiego i Bułgarskiego; ustrój tychże doskonale znał Grzegorz Cambłak, sam Bułgar z pochodzenia. Biskupi zadeklarowali przy tym swój szacunek wobec wszystkich istniejących patriarchatów prawosławnych.
Opracowany na synodzie nowogródzkim porządek obsadzania katedry metropolitalnej (litewskiej, a następnie kijowskiej, obejmującej ziemie Litwy i Korony) oficjalnie pozostał w mocy do końca istnienia państwa polsko-litewskiego. Organem uprawnionym do nominowania metropolitów stał się sobór lokalny, w którym brali udział biskupi, przedstawiciele monasterów, białego duchowieństwa oraz świeckiej szlachty. Soborom (zwanym także synodami) nadano także uprawnienia w zakresie przeprowadzania różnego rodzaju zmian organizacyjnych w metropolii. Konsekwentnie wzrosła rola synodów eparchialnych, w czasie których rozpatrywano bieżące kwestie organizacyjne i personalne.
Równocześnie biskupi zgodzili się uznać prawo ktitorstwa i podawania władcy Wielkiego Księstwa Litewskiego w stosunku do metropolity litewskiego i wszystkich innych biskupów. Oznaczało to podporządkowanie Kościoła prawosławnego władcy innego wyznania, nieprzychylnego prawosławiu. Decyzja ta została podjęta pod naciskiem Witolda, który w ten sposób mógł przystąpić do realizacji planów zaprowadzenia na Litwie unii kościelnej. Jak pisze Mironowicz

W obliczu rozpoczynającego się soboru w Konstancji i wzmożonej misji katolickiej na wschodzie biskupi biorący udział w synodzie w Nowogródku musieli mieć świadomość konsekwencji podjętych decyzji

Z hierarchów, którzy wzięli udział w synodzie, jedynie biskup włodzimierski Gerazym negatywnie odnosił się do podjętych na nim decyzji.